# 奇跡のピアノ

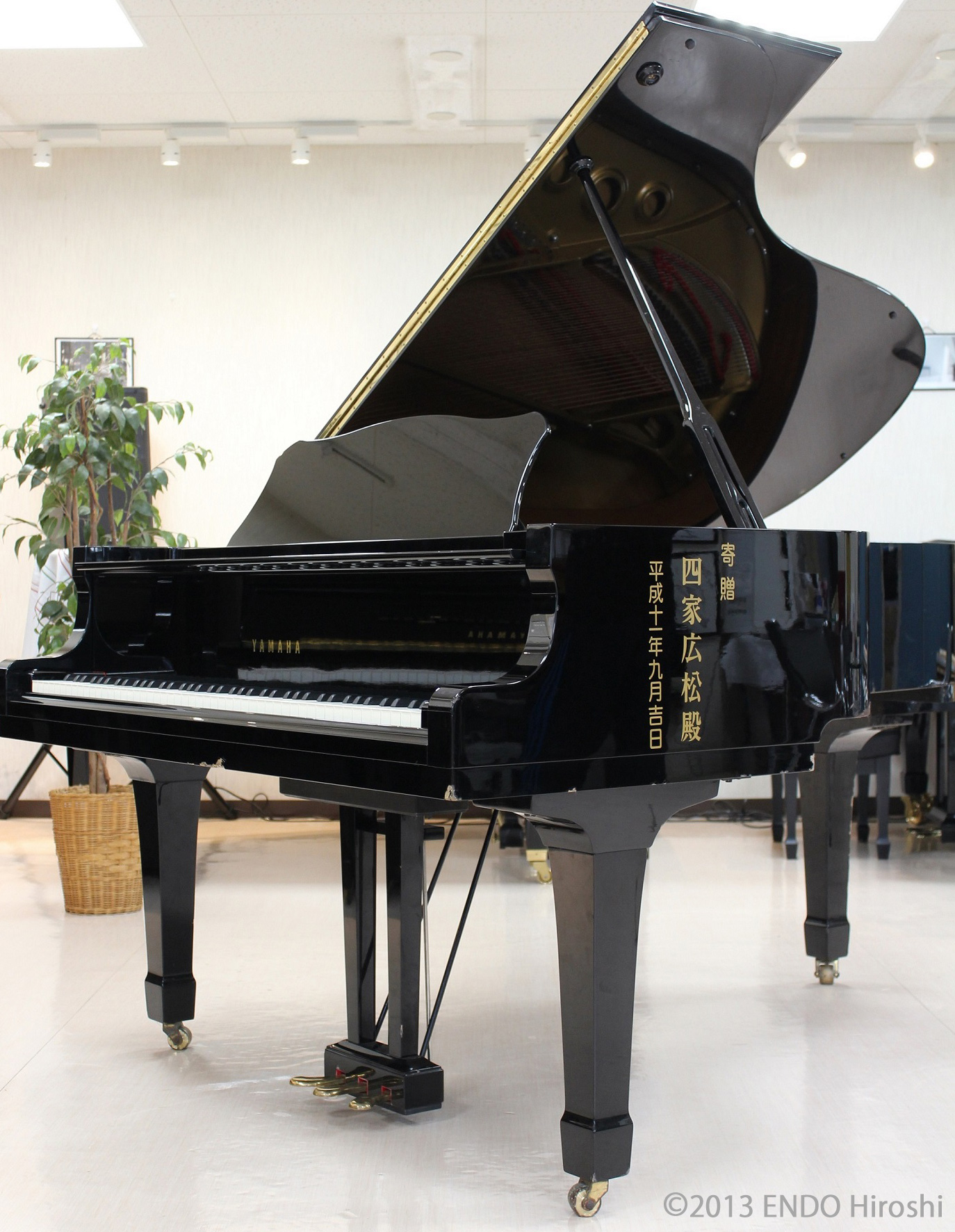
写真１奇跡のピアノ

奇跡のピアノ（きせきのピアノ）（写真１）とは、2011年（平成23年）3月11日（金）に起きた東日本大震災において津波に遭いながらも残った、いわき市立豊間中学校の体育館に設置されていたグランドピアノである。
被災後、いわき市から譲り受けたピアノショップ経営・調律師の遠藤洋が専門家の演奏に耐えうる状態にまで復旧させた。命名は、当時日本橋高島屋で広報を担当していた中村充である。なお、災害で被災し復活したピアノ全般のことを呼ぶ場合もある。

## 概要
このピアノは、1999年（平成11年）9月、四家広松（丸徳四家広松商店 元会長）が、自身の孫が通う豊間中学校へ寄贈したものである。震災後、同中学体育館に設置されていたピアノを、瓦礫撤去で指揮をとっていた自衛隊の山口勇3等陸佐（当時）が復興のシンボルとしてピアノを救いたいと考え、処分せずに残した。その後、調律師でピアノショップ店主（ピアノショップいわき）の遠藤洋へ同市から所有権が移され、引き取り、家族総出で修理に当たった。同年10月に修理を始め、終了は年末で、直後のNHK紅白歌合戦でアイドルグループ嵐の櫻井翔が演奏した。

## ピアノの仕様
| 型番         | YAMAHA C5（ヤマハ株式会社）、自動演奏機能付き（修理の過程で取り外す） |
| 製造番号     | 5834252                                                               |
| 色           | 黒                                                                    |
| 仕上げ       | 鏡面艶出し塗装                                                        |
| 製造年       | 1999年                                                                |
| サイズ       | 高さ101×幅149×奥行200cm                                               |
| 重量         | 340kg                                                                 |
| 鍵盤数       | 88                                                                    |
| 鍵盤（白鍵） | ニューアイボリー                                                      |
| 鍵盤（黒鍵） | 黒檀調天然木                                                          |
| ペダル       | 3本ペダル                                                             |
| （出典）     |                                                                       |

## 被災から今までの主な経緯

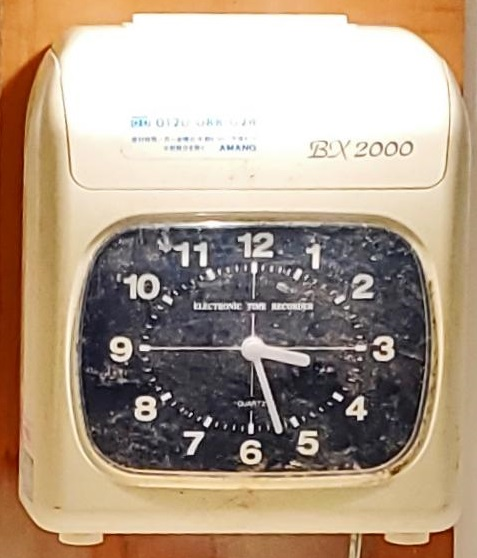
写真2 いわき市立豊間中学校に残されていたタイムレコーダー（いわき震災伝承みらい館展示）

2011年（平成23年）3月11日に東北地方太平洋沖地震が発生し、それに伴う大津波が襲った。同中学に残されていたタイムレコーダー（写真2）は3時27分で止まっており、この頃に津波が到達したものと考えられる。同日の午前中、卒業式が行われ、卒業生47人はこのピアノで、女性2人組音楽グループKiroroの曲「未来へ」に送られて巣立った。中学校のある薄磯地区では122人が犠牲になったが、幸い生徒たちは無事だった。
同年5月14日、瓦礫撤去のために、陸上自衛隊小郡駐屯地（福岡県）の山口勇3等陸佐（当時）率いる自衛隊員40人が、中学校の体育館の瓦礫撤去を開始した。

同月18日、ステージ上に横転していたグランドピアノ（写真3）を撤去せずに、体育館の中央に残した。

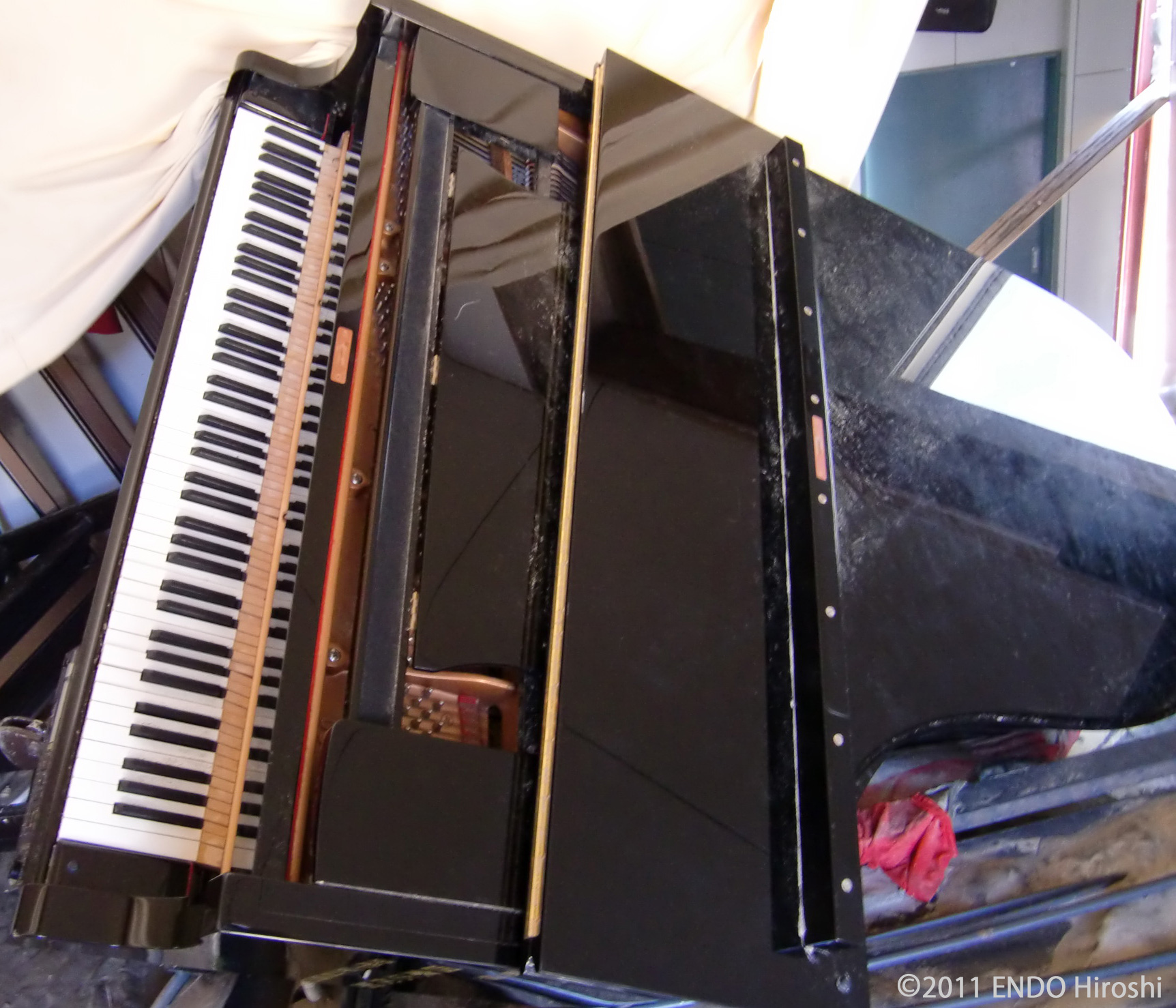
写真3 津波で横倒しになった奇跡のピアノ

同月20日、体育館に学校関係者300人が集まり、この被災したピアノで校歌を歌い、学校に別れを告げた。
ちょうどその頃、遠藤洋は体育館のピアノの存在を知らされ、体育館へ出向き、このピアノを確認した。 このピアノを直すことによって、子供たちの未来へ希望を与えるのではないかと思い、修理を決意した。 遠藤洋は学校、寄贈者、市教育委員会に働きかけ、いわき市からピアノを譲り受け、所有権も移転された。

8月1日、ピアノを体育館から家族総出で運び出した（写真4）。運び出されたピアノは内部には砂が入り、弦は錆び付き、鍵盤も一部無く、強い磯の臭いがしていた。このような最悪の状態のため、経験したことがない海水に浸水したピアノの修理に、一歩踏み出すのに2カ月を要した。

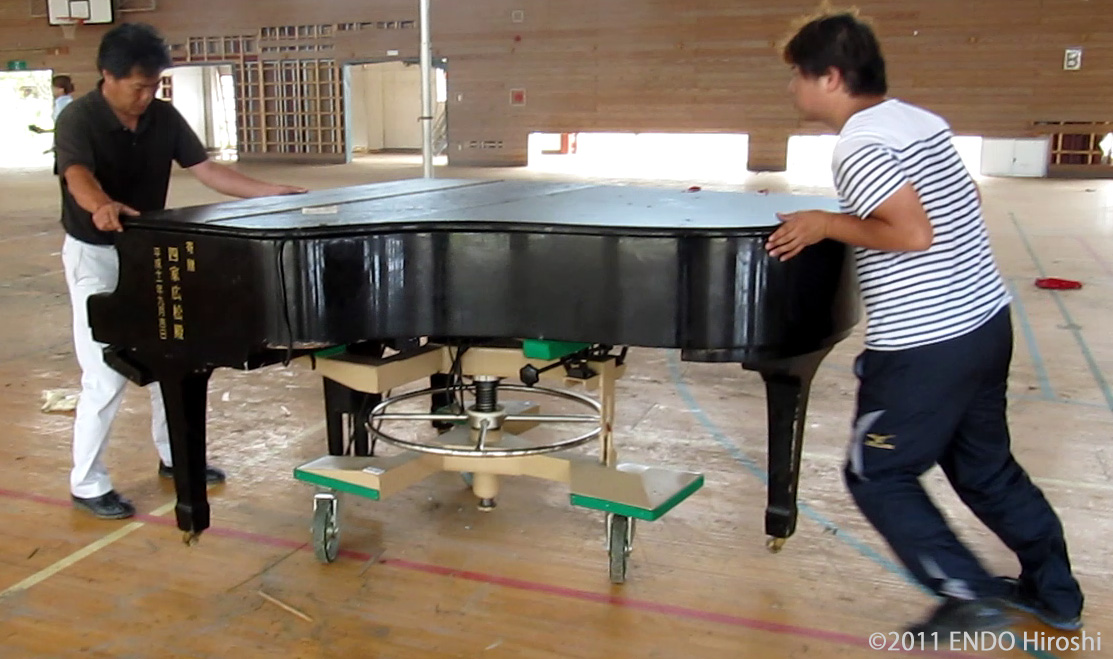
写真4 体育館からピアノを搬出している様子

同年10月、まず、すべての部品を外し、水洗い・洗剤洗浄、塩分除去剤でコーティングを行った。およそ1万点の部品を使えるものと使えないものに仕分け、既存の部品と新しい部品を用いて弦を張り替え、ハンマー・鍵盤の組み込み、最後に音程を調節する「調律」（チューニング）、鍵盤のタッチを調整する「整調」や音色を整える「整音」作業を行った。 なお、津波でできた外側の傷は震災の記憶をとどめるため、補修せずにそのままにした。 再生作業のさなか、TBSからクリスマスの「報道の日」にピアノを取り上げたい、NHKからも紅白歌合戦に出てほしいと言われ、放送に間に合うようにと、家族の力を結集させて遅くまで作業した。これらの修復に携わった家族は全員が調律師で、長男の慶彦、次男の悟、そして長女の舞子である。
同年12月24日クリスマスイブ、4歳よりピアノ、中学からフルートを始めた遠藤洋の次女、遠藤優衣（当時中学3年生）が奇跡のピアノを試弾した。
同年12月31日第62回NHK紅白歌合戦では、櫻井翔のピアノで出場歌手により楽曲「ふるさと」が合唱され、全国へその存在が知れ渡った。
2012年の初め、福島の復興支援を通じて、奇跡のピアノの存在を知っていた高島屋の中村充から遠藤洋に連絡があり、このピアノを用いた企画が開催されるようになった。高島屋の企画では、東京や大阪、シンガポール、台湾など、海外へもこのピアノが運ばれ、美しい音色を響かせた。その後、高島屋以外でもさまざまなところで、美しい音色を奏でながら震災を伝えた。このような活動の中、高島屋の中村充がこの豊間中学校のピアノを「奇跡のピアノ」と命名し、一般にもそう呼ばれるようになった。
同年3月11日、震災からちょうど1年、豊間中学校関係者がこのピアノで校歌を歌った（写真5）。伴奏者は、2011年5月20日に校歌を弾いた、当時磐城高校の小野幸輔だった。小野幸輔の実家も、学校近くの薄磯地区で蒲鉾の製造販売業を営んできたが、津波で全てが流された。

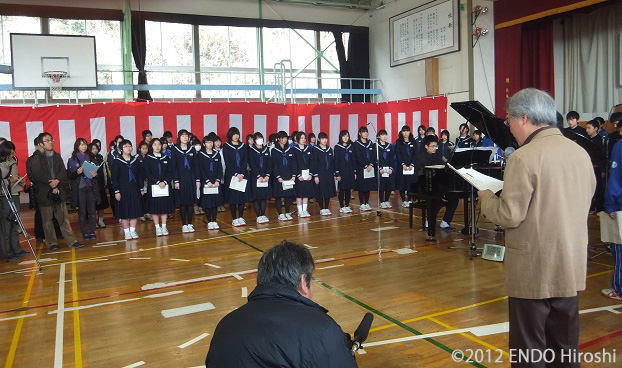
写真5 豊間中学校関係者が校歌を歌っている様子

同年6月23日、ピアノ復活の物語に感動した沖縄出身の歌手、普天間かおりは、いわき市で復興応援ライブ「Smile Again in いわき」を開催し、このピアノの伴奏で美しい歌声を響かせた。その後、普天間かおりは、このピアノの伴奏で、シンガポール・台湾・日本各地で、主として高島屋の企画でミニコンサートなどを数多く行った。
同年7月28日、奇跡のピアノを豊間中学校へ寄贈した四家広松を偲ぶピアノコンサートが、息子の広彰により、いわき市の結婚式場の一室で開かれた。
この頃、自衛隊の山口勇3等陸佐はラジオ福島のホームページでピアノの復活を知り、ラジオ福島アナウンサー（当時）の大和田新よりこの情報がもたらされた。
同年9月、横浜高島屋で行われた「大東北展」の会場で、調律師の遠藤洋と自衛隊の山口勇3等陸佐が対面した。
2014年3月11日、震災から3年後、日本橋高島屋で開かれたチャリティー・コンサートで作曲家の千住明がピアノを弾いた。千住明は「音は柔らかく、あたたかいものを感じた」と語った。
2016年3月11日、以前よりピアニストの西村由紀江の被災地支援活動に注目していた高島屋の中村充は、日本橋高島屋のチャリティー・コンサートへ彼女を招き、奇跡のピアノの演奏を依頼した。この時、西村由紀江は「ピアノがよく持ちこたえてくれました」と話していたという。
遠藤洋は、西村由紀江が立ち上げた東北の被災地にピアノを届けるプロジェクト「スマイルピアノ500」に調律師として協力しており、その縁で、多数の企画で奇跡のピアノの演奏を西村由紀江に依頼している。
同月14日・15日、同チャリティー・コンサートで福島県出身の音大生、篠原聖華（ピアノ）と遠藤優衣（フルート）による演奏が行われた。
2020年5月30日、震災の記憶や教訓を風化させず確実に後世へと伝えていくことを目的とした施設「いわき震災伝承みらい館」が開設された。
同年8月9日、同施設に奇跡のピアノが設置され、当初10月11日までの期間限定であったが、延期され常設となっている。
2021年3月11日、「いわき震災伝承みらい館」において、追悼復興祈念行事で西村由紀江が奇跡のピアノを演奏した。
2022年3月1日、Kiroroピアノ担当の金城綾乃が、いわき震災伝承みらい館で、ピアノ復活に携わった関係者らを前に新曲「奇跡のピアノ」（同月10日、配信リリース）を演奏した。この曲は、メロディーと1番の歌詞は金城綾乃、2番以降の歌詞は福島の人のアイデアを取り込み、自分の思いを乗せて完成させた。金城は、2020年1月13日に沖縄で初めて開催された「奇跡のピアノ」のコンサートで、スタッフの方に声をかけ弾かせてもらったことから楽曲が誕生した。
2022年3月11日、追悼復興祈念行事で、2015年よりセルゲイ・プロコフィエフのピアノ作品全曲演奏会を始めている、いわき市出身のピアニスト長瀬賢弘が奇跡のピアノを演奏した。千住明と同様「音は柔らかく、あたたかいものを感じた」と語った。
2022年7月15日、NHK BSプレミアム「ザ少年倶楽部プレミアム」 の番組の中で、アイドルグループKis-My-Ft2の藤ヶ谷のプロデュースで復興の象徴「奇跡のピアノ」と地元ゆかりの音楽家（ピアニスト渡辺貴紀、フルーティスト遠藤優衣）といわき光洋高校合唱部たちとKis-My-Ft2との演奏が放映された。渡辺貴紀と遠藤優衣は、番組中で、千住明や長瀬賢弘同様、このピアノは「音は柔らかく、あたたかい」、また、「このピアノにしかない音色（唯一無二）」と放送で語っていた。
2022年9月10日、西村由紀江＆金城綾乃（Kiroro） による、2台の被災したピアノ、奇跡のピアノと希望のピアノ（令和2年7月豪雨災害で浸水した熊本県球磨村渡小学校のピアノ）のコンサートが開催された（写真6）。

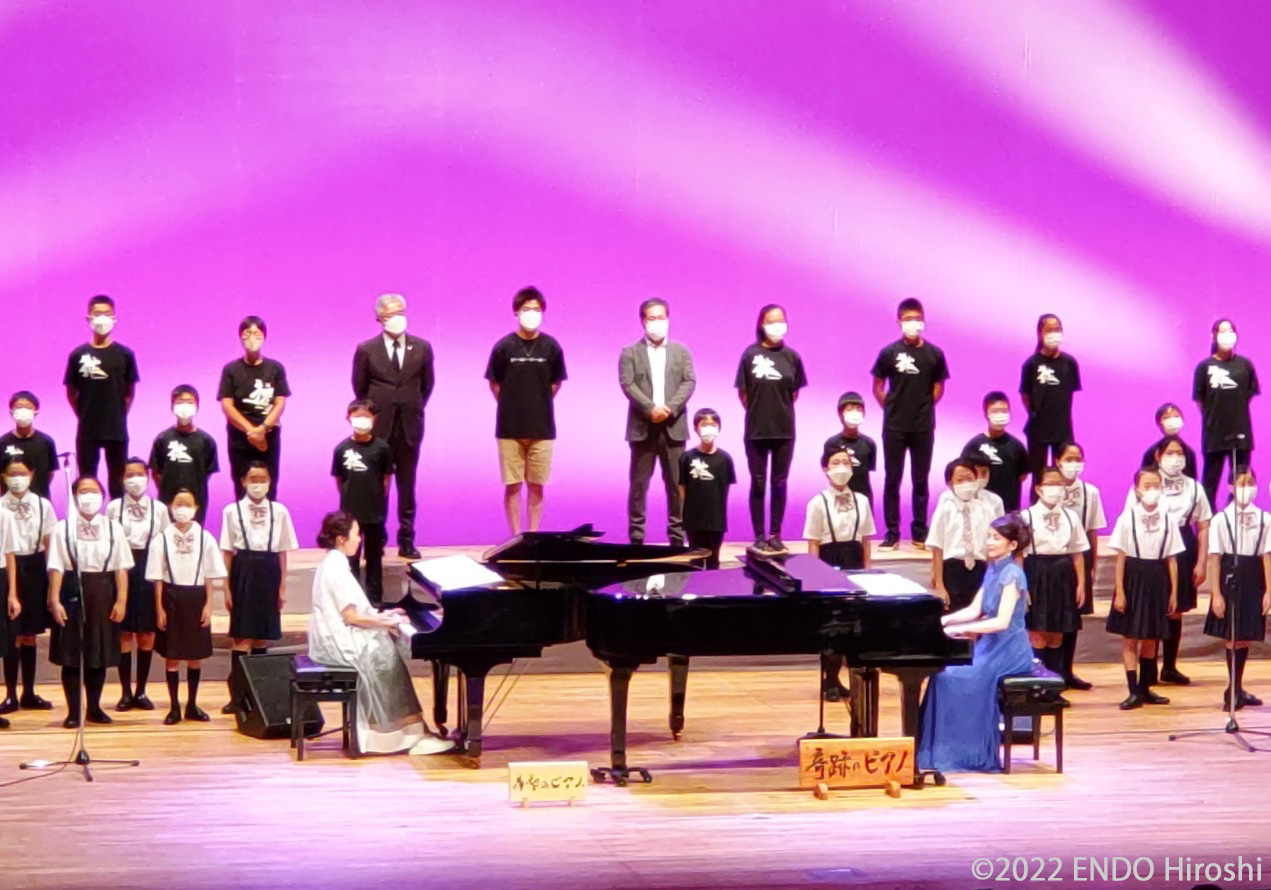
写真6 西村由紀江＆金城綾乃（Kiroro） による、2台の被災したピアノコンサート

希望のピアノプロジェクトの代表、山中裕貴（和太鼓・篠笛奏者）も、西村由紀江と、篠笛を披露した。また、遠藤洋 、森佳寛（球磨村教育長、元渡小学校校長）、深川みゆき（NPO法人いずみ太鼓）、山中裕貴（MOVE／和太鼓・篠笛奏者）によるトークセッションも行われた。
2023年3月11日、追悼復興祈念行事で西村由紀江が奇跡のピアノを演奏し、一部遠藤優衣がフルートで共演した。
現在、このピアノは「いわき震災伝承みらい館」に設置されているが、さまざまな企画で持ち出されている。 

## 保守管理における技術的課題

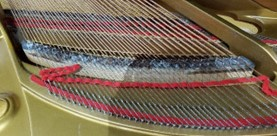
写真7 「駒」付近の腐食の状況

グランドピアノは、主として木材、金属（フレーム、ピアノ線、ピン）、羊毛（フエルトやハンマー）を原材料として、約1万点の部品から構成されている。
奇跡のピアノは津波により浸水し、木材は大量の海水を吸水した。修復時には洗浄・コーティングを行ったが、木材に含まれている塩分の除去は困難であり、いまだに木材表面に塩分が析出し、金属腐食に拍車がかかっている（写真7）。

このために、木材と弦（ピアノ線）が接する部分、特にピアノの音を大きく響かせるための響板に弦の振動を伝える堅い木材の「駒」 (図1参照：より一部加筆修正）との接合部付近の弦の腐食が激しく、通常のでは30～50年程度で1回しかやらない弦の張替えを、12年で4回も行った。

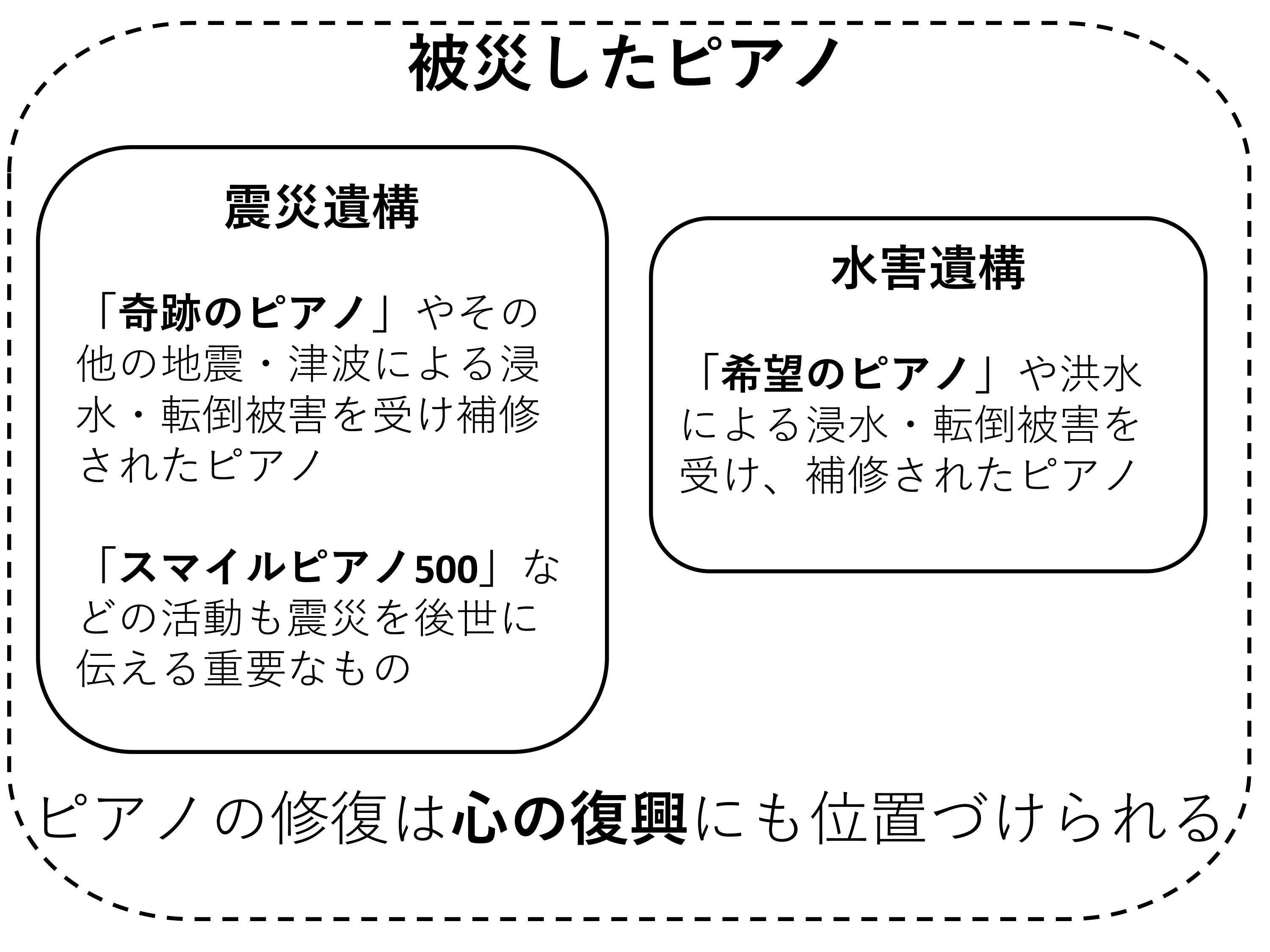
図2「奇跡のピアノ」の災害遺構としての位置づけ

海水は淡水より蒸気圧は小さく蒸発しにくいため、いまだに海水が木材の中にとどまり、少しずつ蒸発し続け、腐食が続いているものと思われる。

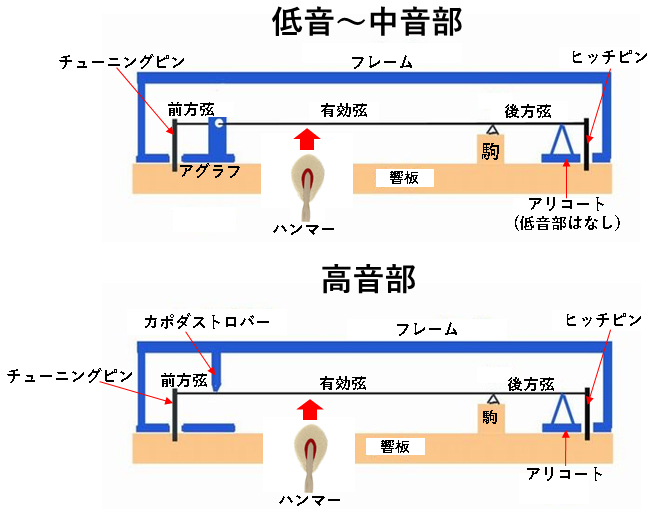
図1 ピアノの音が鳴る仕組み（模式図）

このような度重なる弦の張替えは、ピアノに多大な負担をかけることとなり、今後のピアノの寿命を左右しかねない問題となっている。

## 東日本大震災における奇跡のピアノの位置づけ
東日本大震災では、東北各地で重要な構造物やかけがえのない建物が修復困難なほど破壊された。一部は次世代に向けて、震災が起きたという記憶や教訓のために、取り壊さないで保存して震災遺構として残されている。宮城県気仙沼向洋高等学校の体育館は気仙沼市東日本大震災遺構・伝承館の一部として残され、震災遺構部分は、屋内に残る瓦礫も含めて、椅子・机の残骸や教科書なども展示されている。一方、豊間中学校旧校舎は震災遺構化も検討されたが、住民を含めた議論の末、2014年12月15日の「三区(長)との意見交換会」で解体が決まり、撤去された。
奇跡のピアノは豊間中学校の体育館に設置されていたもので、次世代に向けて、震災が起きたという記憶や教訓のために取り壊さないで保存していることから、震災遺構と位置付けられる（図2）。 また、西村由紀江の「スマイルピアノ500」も、広い意味で記憶や教訓を残すための活動としての震災遺構と位置づけられる。